# Saison 2 de Candice Renoir
Chronologie
Saison 1 Saison 3
Cet article présente les épisodes de la deuxième saison de la série télévisée Candice Renoir.

## Distribution

### Famille Renoir
- Cécile Bois : Commandant Candice Renoir
- Clara Antoons : Emma Renoir (fille, ainée des enfants)
- Etienne Martinelli : Jules Renoir (ainé des garçons, cadet des enfants)
- Paul Ruscher : Martin Renoir (l'un des jumeaux)
- Alexandre Ruscher : Léo Renoir (l'autre jumeau)
- Arnaud Giovaninetti : Laurent Renoir, l'ex-mari de Candice (épisodes 1-7)

### Le commissariat
- Raphaël Lenglet : Capitaine Antoine Dumas (de l'Estang)
- Mhamed Arezki : Brigadier Jean-Baptiste Medjaoui
- Samira Lachhab : Commissaire Yasmine Attia
- Gaya Verneuil : Lieutenant Chrystelle Da Silva
- Alix Poisson : Pascale Ibarruri, responsable de l'I.J. (épisodes 1-2)
- Delphine Rich : Aline Jego, responsable de l'I.J. (épisodes 5-6)
- Stéphane Blancafort : Commandant David Canovas, de la BRI (épisodes 7-10)

### Les autres
- Alexandre Varga : Hervé Mazzani, le voisin des Renoir (épisodes 1-3)
- Raphaëlle Boitel : Audrey Medjaoui (épisode 10)

## Liste des épisodes

### Épisode 1:La vérité sort de la bouche des enfants
- Belgique : 5 avril 2014 sur La Une
- Suisse : 9 avril 2014 sur RTS Un
- France : 18 avril 2014 sur France 2

- Belgique : 158 000 téléspectateurs (10 % de part d'audience)[1] (première diffusion)
- France : 4,32 millions de téléspectateurs (17,8 % de part d'audience)[2] (première diffusion)

- Thomas Jouannet : Julien Lassale
- Éric Savin : Philippe Grangier
- Anne Benoît : Corinne Rizzi
- Moïse Santamaria : Mohamed
- Elsa Toro : Aurélie Grimaldi
- Ilian Bergala : Kévin Bercou
- Eve Creach : Nicole Bercou
- Marine Vallée : Chloé Lassale
- Cécile Combredet : Directrice de l'école des jumeaux
- Marielle Baus : Nathalie Grangier
- Théodore Amael : César Grangier
- Julien Baudracco : Joueur 1, équipe A
- Kenny Modolo : Joueur des douches
- Gaëtan Guerin : Chirurgien Mathieu
- Claire Isirdi : Interne de l'hôpital
- Sophie Chenko : Directrice de l'école de Chloé
- Annick de Baets : Voisine maison Julien
- Bruno Such : Un joueur, équipe B

### Épisode 2:Qui trop embrasse, mal étreint
- Belgique : 5 avril 2014 sur La Une
- Suisse : 9 avril 2014 sur RTS Un
- France : 18 avril 2014 sur France 2

- Belgique : 143 000 téléspectateurs (9,6 %)[1] (première diffusion)
- France : 4,08 millions de téléspectateurs (17,9 %)[3] (première diffusion)

- Eva Darlan : Francesca Gherini, la logeuse de Quentin.
- Luis Rego : Paco, le compagnon de Francesca
- Thomas Trigeaud : Manu Jussigny
- William Albors : Tristan Duroi
- Patrick Mollo : Gendarme à moto
- Gaspard Ingrato : Vendeur antiquaire
- Patrick Maurouard : Homme 1
- Olga Hautot : Femme 1
- Michel Coste : Homme 2
- Noëlle Rimington : Femme 2
- Shira Nimaga : Carine

### Épisode 3:Le cœur a ses raisons
- Belgique : 12 avril 2014 sur La Une
- Suisse : 16 avril 2014 sur RTS Un
- France : 25 avril 2014 sur France 2

- Belgique : 170 000 téléspectateurs (11,7 %)[4] (première diffusion)
- France : 4,53 millions de téléspectateurs (18,8 %)[5] (première diffusion)

- Charlotte de Turckheim : Isaure de l'Estang, avocate, mère du capitaine Antoine Dumas
- Maher Kamoun
- Jérémy Corallo : Malik
- Jean-Claude Dumas : M. Van Der Vaeren
- Fanny Arnulf : Nathalie
- Stéphanie Fresse : Josyanne
- Françoise Pinkwasser : Florence
- Charly Totterwitz : Casas
- Charlotte Perrin de Boussac : Valérie
- Lili Sagit : Sabrina Germon
- Delphine Roy : Mme Michel
- Franck Ferrara : Chef de chantier
- Jérôme Frey : Jacques
- Julie Mejean : Femme au restaurant
- Sami Jalal : Homme au restaurant
- Ferdinand Fortes : Sami

### Épisode 4:Bien mal acquis ne profite jamais
- Belgique : 12 avril 2014 sur La Une
- Suisse : 16 avril 2014 sur RTS Un
- France : 25 avril 2014 sur France 2

- Belgique : 164 000 téléspectateurs (11,8 %)[4] (première diffusion)
- France : 4,10 millions de téléspectateurs (18,4 %)[6] (première diffusion)

- Patrick Fierry : Vidal, capitaine de la brigade des atteintes aux biens
- Anna Mihalcea : Sarah Delmas
- Boris Vigneron : Samir Chahid
- Charles Lelaure : Martin
- Charo Beltran Nunes : Dolores Alves
- Aïni Iften : Jeanna Chahid
- Bertrand Mayet : M. Simon
- Benoit Oswald : Constant
- Didier Lagana : Dr Mahut

### Épisode 5:L'homme est un loup pour l'homme
- Belgique : 19 avril 2014 sur La Une
- Suisse : 23 avril 2014 sur RTS Un
- France : 2 mai 2014 sur France 2

- Belgique : 144 000 téléspectateurs (9,4 %)[7] (première diffusion)
- France : 4,85 millions de téléspectateurs (20,7 %)[8] (première diffusion)

- Laurent Bateau : Vincent Fontanel
- Jeanne Ruff : Alice Fontanel
- Pierre-Alain Chapuis : M. Lunel
- Romain Sandere : Viktor
- Antoine Laurent : Jan
- Stéphanie Mathieu : Mme Crouzet
- Anna Mihalcea : Sarah Delmas
- Karen Bruere : Delphine
- Ferdinand Fortes : Sami

### Épisode 6:L'habit ne fait pas le moine
- Belgique : 19 avril 2014 sur La Une
- Suisse : 23 avril 2014 sur RTS Un
- France : 2 mai 2014 sur France 2

- Belgique : 154 000 téléspectateurs (10,8 %)[7] (première diffusion)
- France : 4,70 millions de téléspectateurs (21,5 %)[9] (première diffusion)

- Marie Vincent : Sœur Chantale
- Aurélia Poirier : Sœur Jeanne
- Stéphane Brel : Fabrice Garel
- Claude Maurice : Sœur Marie Louise
- Jane Bred : Loriane Herriot
- Sophie Lequenne : Nadia Zoubir
- Fabienne Bargelli : Arlette Bellouche
- Carlos Moreno : Bernard Bellouche

### Épisode 7:La plus belle fille ne peut donner que ce qu'elle a
- Belgique : 26 avril 2014 sur La Une
- Suisse : 30 avril 2014 sur RTS Un
- France : 9 mai 2014 sur France 2

- Belgique : 161 000 téléspectateurs (10,1 %)[10] (première diffusion)
- France : 4,80 millions de téléspectateurs (20,3 %)[11] (première diffusion)

- Yann Pradal : Marc Carlier
- Sandrine Le Berre : Julia Delsolles
- Julien Fortier : Gilles Ravière
- Nicolas Vallet : Benoit
- Jean-François Malet : Michel Becera
- Marion Stamegna : Secrétaire au laboratoire
- Véronique Merveille : Cécile Lavenais
- Gaëtan Guerin : Médecin
- Jonathan Raffin : Homme à l'accueil  au camping

### Épisode 8:La rose est amie de l'épine
- Belgique : 26 avril 2014 sur La Une
- Suisse : 30 avril 2014 sur RTS Un
- France : 9 mai 2014 sur France 2

- Belgique : 142 000 téléspectateurs (9,8 %)[10] (première diffusion)
- France : 4,50 millions de téléspectateurs (20,3 %)[12] (première diffusion)

- Valérie Stroh : Géraldine Lacombe
- Théo Frilet : Adam Lacombe
- Didier Mahieu : Emdmond Lacombe
- Pierre-Jean Peters : Ludovic Barthès
- Gérard Sanchez : Augustin Lapierre
- Delphine Carles : Diane Li
- Jean Bard : Lionel Favier
- Alain Garcia : Michel Lacombe

### Épisode 9:Le silence est d'or
- Belgique : 3 mai 2014 sur La Une
- Suisse : 7 mai 2014 sur RTS Un
- France : 16 mai 2014 sur France 2

- Belgique : 215 000 téléspectateurs (13,3 %)[13] (première diffusion)
- France : 4,97 millions de téléspectateurs (21 %)[14] (première diffusion)

- Muriel Combeau : Sandrine Langlois
- Manon Valentin : Lou Langlois
- Mathieu Lane Maby : Daniel Langlois
- Barbara Grau : LCL Gaultier
- Valentin Rolland : Jérémie Portalis
- Dominique Ferrier : Conducteur Cie Bateau
- Élodie Buisson : Ludivine Pradel
- Agatha Rubinstein : Marion Pujol
- Nicolas Pichot : Chirurgien
- Nicolas Vallet : Benoit

### Épisode 10:Qui ne dit mot consent
- Belgique : 3 mai 2014 sur La Une
- Suisse : 7 mai 2014 sur RTS Un
- France : 16 mai 2014 sur France 2

- Belgique : 213 000 téléspectateurs (14 %)[13] (première diffusion)
- France : 4,97 millions de téléspectateurs (21,9 %)[15] (première diffusion)

- Jean-Pierre Michaël : Simon Ferrer
- Nabiha Akkari : Leila / Amira Bedani
- Yveline Hamon : Françoise Ferrer
- Pierre Laplace : Hugue Desrosières
- Delphine Théodore : Corinne Delpond
- Thomas Deschamps : Comédien « Sylvestre »
- Claire Hugot : Comédienne « Hyacinte »
- Bernard Allouf : Dr Robert Assous
- Corinne Blanc : Voisine
- Anne-Juliette Vassort : Infirmière
- Agatha Daumail : Infirmière Sylvie
- Paul Eliott : Touriste étranger
- Capucine Nandeau : Mère Tristan